# Mitraspis heresiarcha
Mitraspis heresiarcha är en insektsart som beskrevs av Ferris 1941. Mitraspis heresiarcha ingår i släktet Mitraspis och familjen pansarsköldlöss.
Artens utbredningsområde är Panama. Inga underarter finns listade i Catalogue of Life.